# Pseudangulatus comatus
Pseudangulatus comatus är en skalbaggsart som beskrevs av Dillon 1959. Pseudangulatus comatus ingår i släktet Pseudangulatus och familjen långhorningar. Inga underarter finns listade i Catalogue of Life.